# Edificio de gran altura

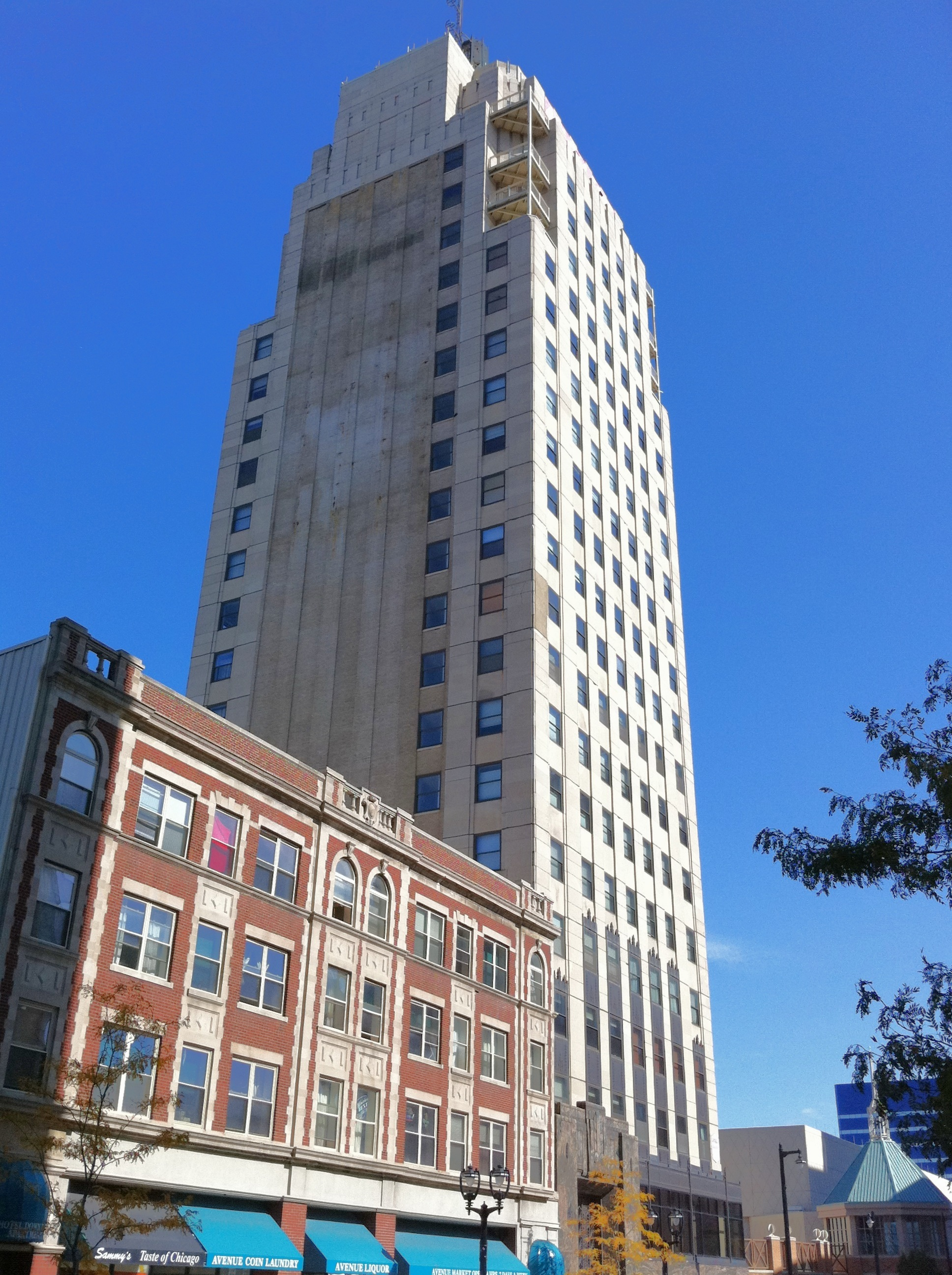
Wisconsin Tower, torre de 85.35 metros de altura en Milwaukee.

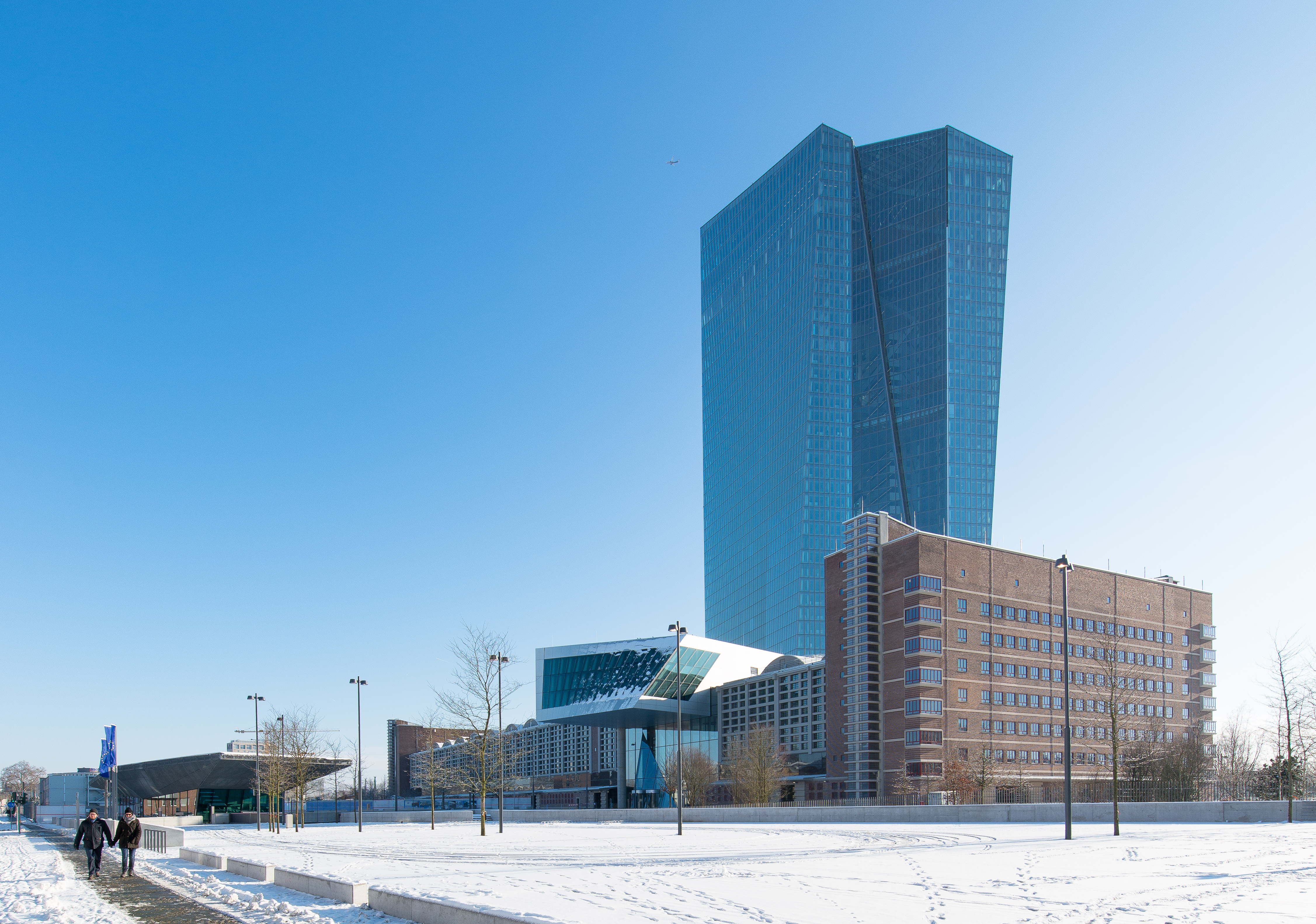
Edificio de oficinas de gran altura de la sede del banco central europeo, Frankfurt

Un edificio de gran altura es un edificio alto, a diferencia de un edificio de poca altura y se define de manera diferente en términos de altura según la jurisdicción. Se utiliza como un edificio residencial, de oficinas u otras funciones, incluido el hotel, el comercio minorista o con múltiples propósitos combinados.
Los edificios de gran altura se hicieron posibles con la invención del ascensor (elevador) y materiales de construcción más abundantes y menos costosos. Los materiales utilizados para el sistema estructural de los edificios de gran altura son en su mayoría el hormigón armado y el acero. La diferencia entre los edificios de gran altura y la mayoría de los rascacielos de estilo norteamericano es que los rascacielos tienen una estructura de acero, mientras que los bloques residenciales suelen estar construidos con hormigón. No hay una diferencia clara entre una torre y un rascacielos, aunque un edificio de treinta o más pisos y más alto que 100 m generalmente se considera un rascacielos.
Las estructuras de gran altura plantean desafíos de diseño particulares para los ingenieros estructurales y geotécnicos, particularmente si están situadas en una región sísmicamente activa o si los suelos subyacentes tienen factores de riesgo geotécnico como alta compresibilidad o lodo de la bahía y otros factores como el cono de proximidad con un aeropuerto internacional. También plantean serios desafíos para los bomberos durante emergencias en estructuras de gran altura. El diseño de edificios nuevos y antiguos, los sistemas de construcción como el sistema de tubería vertical del edificio, los sistemas HVAC (calefacción, ventilación y aire acondicionado), el sistema de rociadores contra incendios y otras cosas como las evacuaciones de escaleras y ascensores plantean problemas importantes. A menudo se requieren estudios para garantizar que se aborden las preocupaciones sobre la comodidad del viento para los peatones y el peligro del viento. Para permitir una menor exposición al viento, transmitir más luz del día al suelo y parecer más esbeltos, muchos rascacielos tienen un diseño con retrocesos.
Los edificios de apartamentos tienen ventajas técnicas y económicas en áreas de alta densidad de población, y se han convertido en una característica distintiva de las viviendas en prácticamente todas las áreas urbanas densamente pobladas del mundo. A diferencia de las casas unifamiliares y de poca altura, los bloques de apartamentos tienen capacidad para más habitantes por unidad de superficie y reducen el costo de la infraestructura municipal.

## Definición
Varios organismos han definido "gran altura":
- Emporis define un rascacielos como "Una estructura de varios pisos entre 35 y 100 metros de altura, o un edificio de altura desconocida entre 12 y 39 pisos".[2]
- Según el código de construcción de Hyderabad, un edificio de gran altura es uno con cuatro pisos o más, o de 15 a 18 metros o más de altura.[3]
- El New Shorter Oxford English Dictionary define un edificio de gran altura como "un edificio que tiene muchos pisos".
- La Conferencia Internacional sobre Seguridad contra Incendios en Edificios de Gran Altura definió un edificio de gran altura como "cualquier estructura en la que la altura pueda tener un impacto grave en la evacuación" [4]
- En los EE. UU., La Asociación Nacional de Protección contra Incendios define un edificio de gran altura como un edificio de más de 75 pies (23 metros), o aproximadamente 7 pisos.[5]
- La mayoría de los ingenieros de construcción, inspectores, arquitectos y profesionales similares definen un edificio de gran altura como un edificio que mide al menos 75 pies (23 m) de altura.

## Historia
Los edificios de apartamentos de gran altura ya habían aparecido en la antigüedad: las insulae en la antigua Roma y varias otras ciudades del Imperio Romano, algunas de las cuales podrían haber alcanzado hasta diez o más pisos,  uno de los cuales supuestamente tenía 200 escalones.  Debido a la destrucción causada por el colapso de las insulae de gran altura mal construidas, varios emperadores romanos, comenzando con Augusto (r. 30 a. C. - 14 d. C.), establecieron límites de 20 a 25 metros (66 a 82 pies) para múltiples edificios de pisos, pero tuvieron un éxito limitado, ya que estos límites a menudo se ignoraron a pesar de la probabilidad de que las insulae más altas colapsaran. Los pisos inferiores estaban habitualmente ocupados por tiendas o familias adineradas, mientras que los pisos superiores se alquilaban a las clases bajas. Los papiros de Oxyrhynchus sobrevivientes indican que incluso existían edificios de siete pisos en ciudades de provincias, como en el siglo III d. C. Hermópolis en el Egipto romano. 
En el Egipto árabe, la capital inicial de Fustat albergaba muchos edificios residenciales de gran altura, unos siete pisos de altura que, según se informa, podrían acomodar a cientos de personas. Al-Muqaddasi, en el siglo X, los describió como minaretes, mientras que Nasir Khusraw, a principios del siglo XI, describió algunos de ellos elevándose hasta 14 pisos, con jardines en el techo en el piso superior con ruedas de agua tiradas por bueyes para regando.  En el siglo XVI, El Cairo también tenía edificios de apartamentos de gran altura en los que los dos pisos inferiores se utilizaban para fines comerciales y de almacenamiento y los pisos superiores se alquilaban a los inquilinos.
El horizonte de muchas ciudades medievales importantes estuvo dominado por un gran número de torres urbanas de gran altura, que cumplían propósitos defensivos pero también representativos. Las torres residenciales de Bolonia contaban entre 80 y 100 a la vez, la mayor de las cuales aún se eleva a 97,2 m. En Florencia, una ley de 1251 decretó que todos los edificios urbanos deberían reducirse a una altura de menos de 26 m, el reglamento entró en vigor de inmediato. Incluso se sabe que ciudades medianas como San Gimignano han presentado 72 torres de hasta 51 m de altura.
El pueblo hakka en el sur de China ha adoptado estructuras de vida comunales diseñadas para ser fácilmente defendibles en las formas de Weilongwu (围龙屋) y Tulou (土楼); estos últimos son grandes, construcciones de tierra cerradas y fortificadas, de entre tres y cinco pisos de altura y albergando hasta 80 familias. El tulou más antiguo que aún se conserva en pie data del siglo XIV.
Los rascacielos se construyeron en la ciudad yemení de Shibam en el siglo XVI. Las casas de Shibam están todas hechas de ladrillos de barro, pero unas quinientas de ellas son casas torre, que se elevan de cinco a dieciséis pisos de altura, y cada piso tiene uno o dos apartamentos. Esta técnica de construcción se implementó para proteger a los residentes de los ataques de los beduinos. Si bien Shibam existe desde hace unos dos mil años, la mayoría de las casas de la ciudad datan del siglo XVI. La ciudad tiene los edificios de barro más altos del mundo, algunos de más de 30 metros (100 pies) de altura. Shibam ha sido llamado "uno de los mejores y más antiguos ejemplos de planificación urbana basada en el principio de construcción vertical" o "Manhattan del desierto".
La definición de los ingenieros de edificios de gran altura proviene del desarrollo de los camiones de bomberos a fines del siglo XIX. Magirus había mostrado la primera escalera deslizante de rueda dentada en 1864. La primera escalera giratoria tirada por caballos se desarrolló en 1892 y tenía una longitud de 25 metros. La escalera extensible fue motorizada por Magirus en 1904. La definición de un máximo de 22 metros para el piso más alto era común en las regulaciones de construcción en ese momento y todavía lo es hoy en día en Alemania. La altura común de las escaleras giratorias llegó más tarde a 32 metros (100 pies), por lo que 30 metros es un límite común en algunas regulaciones de construcción hoy en día, por ejemplo en Suiza. Cualquier edificio que supere la altura de las escaleras giratorias habituales en una ciudad debe instalar equipos de seguridad contra incendios adicionales, de modo que estos edificios de gran altura tengan una sección diferente en las normas de construcción en el mundo.
Actualmente,[¿cuándo?] el edificio de apartamentos de gran altura más alto del mundo es Central Park Tower en Billionaires' Row en Midtown Manhattan (Nueva York, Estados Unidos), que se eleva a 1550 pies (470 m).[cita requerida]

## Desarrollo moderno
Las torres residenciales con su típica construcción de hormigón es una característica familiar de la arquitectura moderna. Un ejemplo influyente es la "unidad habitacional" de Le Corbusier (en francés: Unité d'Habitation), repetida en varias ciudades europeas a partir de su Cité radieuse en Marsella (1947-1952), construida con béton brut, hormigón tosco, ya que el acero para la estructura no estaba disponible en la Francia de posguerra. Los bloques de pisos residenciales se convirtieron en estándar para albergar a las poblaciones urbanas desplazadas por la limpieza de los tugurios y la "renovación urbana". Los proyectos de gran altura después de la Segunda Guerra Mundial generalmente rechazaron los diseños clásicos de los primeros rascacielos, en lugar de adoptar el estilo internacional uniforme; muchos rascacielos más antiguos fueron rediseñados para adaptarse a los gustos contemporáneos o incluso fueron demolidos, como el Singer Building de Nueva York, que alguna vez fue el rascacielos más alto del mundo. Sin embargo, con los movimientos del posmodernismo, el nuevo urbanismo y la nueva arquitectura clásica, que se establecieron desde la década de 1980, un enfoque más clásico regresó al diseño de rascacielos global, que es popular hoy en día.
Otros estilos y movimientos contemporáneos en el diseño de rascacielos incluyen orgánico, sustentable, neofuturista, estructuralista, de alta tecnología, deconstructivista, blob, digital, aerodinámico, novedoso, regionalista crítico, vernáculo, Neo Art Deco y neohistorista, también conocido como revivalista.

### América

#### América del Norte

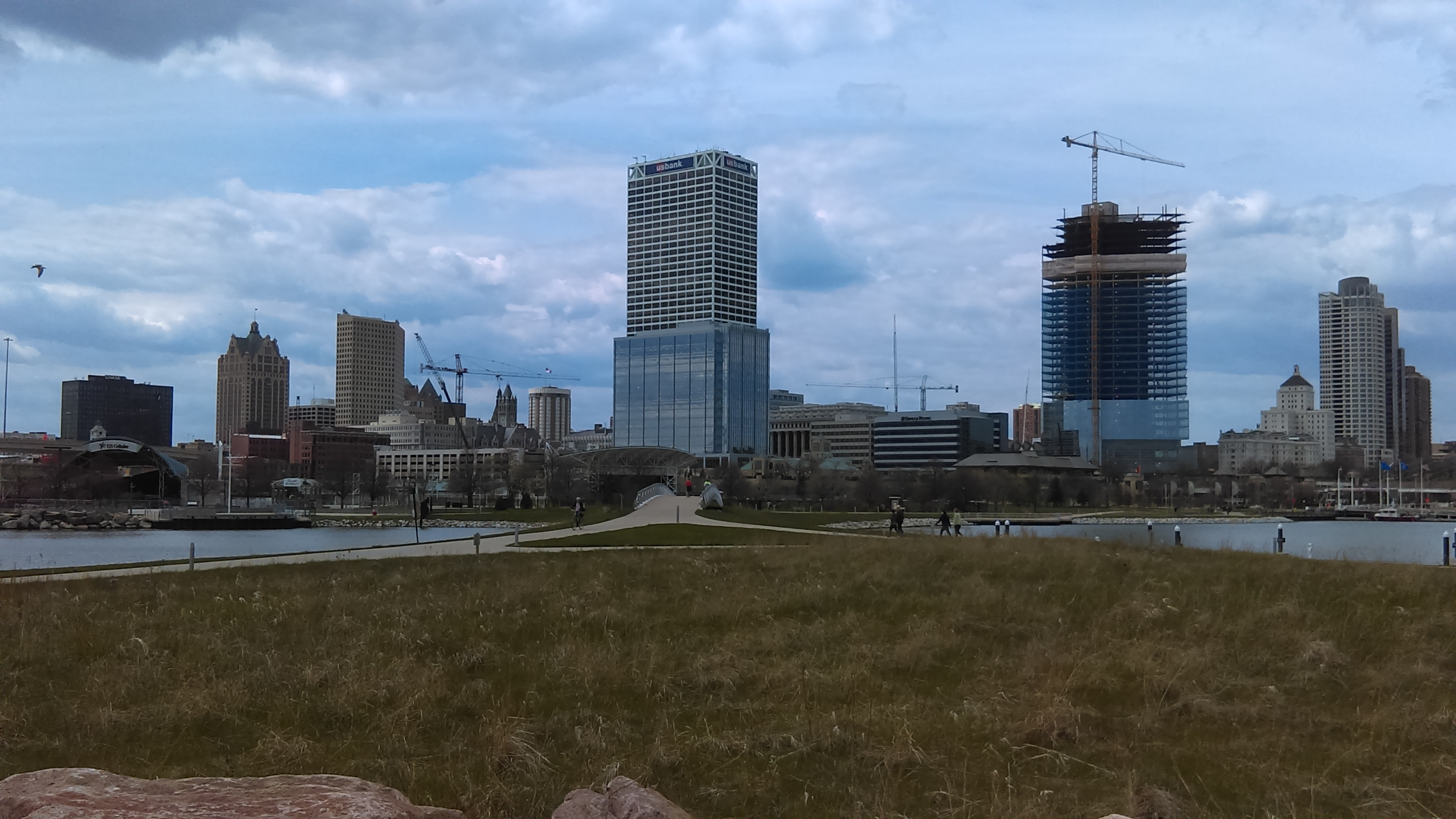
Edificios de gran altura en la ciudad de Milwaukee, Estados Unidos.

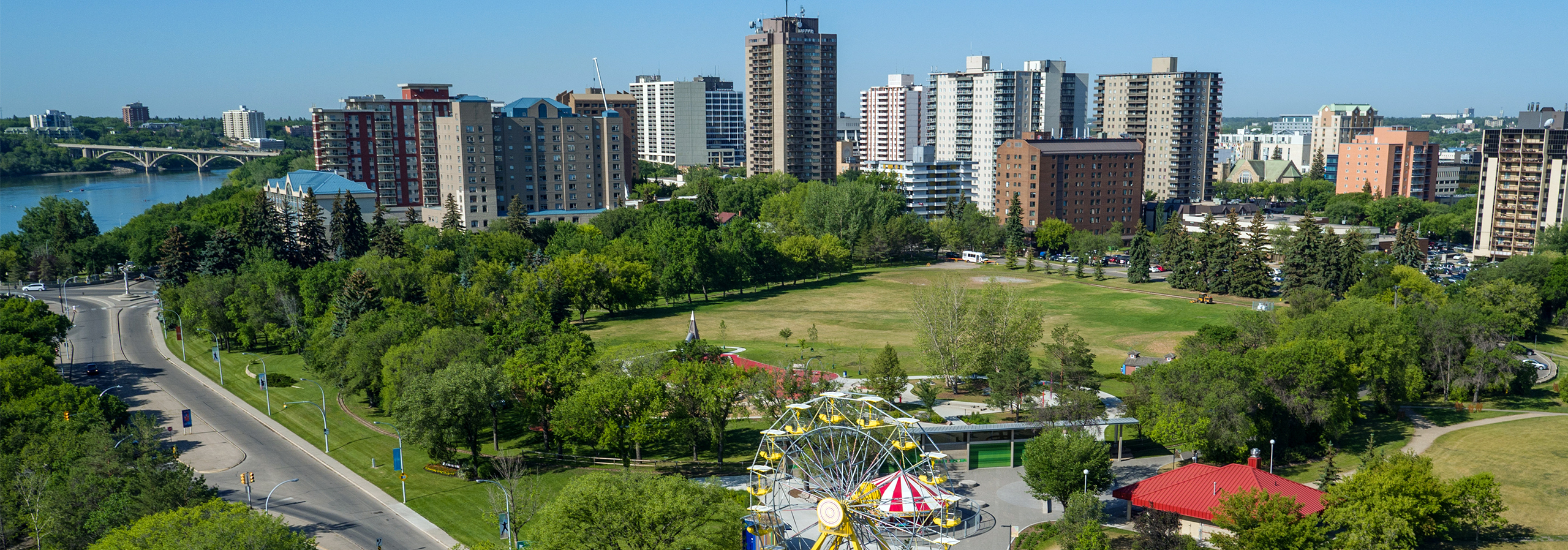
Edificios de gran altura en la ciudad de Saskatoon, Canadá.

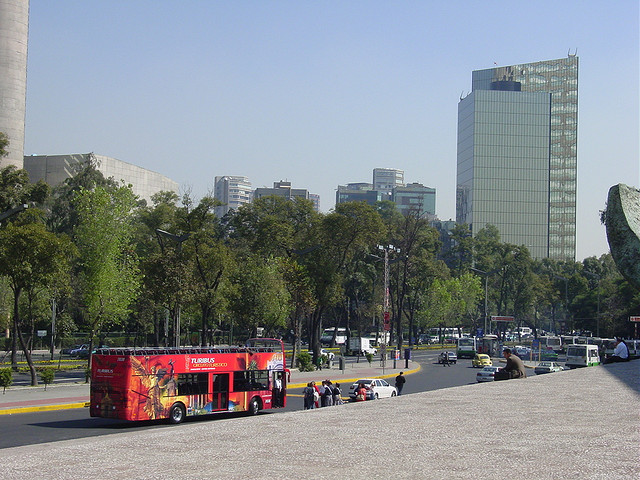
Edificios de gran altura en la Ciudad de México, México.

En los Estados Unidos, los bloques de pisos se denominan comúnmente "edificios de apartamentos de media altura" o "edificios de apartamentos de gran altura", según su altura, mientras que los edificios que albergan menos pisos (apartamentos) o que no son tan altos como los bloques de pisos se denominan "edificios de apartamentos de poca altura". Específicamente, los edificios de "altura media" son tan altos como anchas las calles, lo que permite 5 horas de luz solar en la calle.
Algunas de las primeras torres residenciales fueron las torres Castle Village en Manhattan, Nueva York, terminadas en 1939. Su diseño en forma de cruz se copió en torres en los desarrollos residenciales de Parkchester y Stuyvesant Town.
Los experimentos del gobierno en las décadas de 1960 y 1970 para utilizar apartamentos de gran altura como un medio para proporcionar la solución de vivienda para los pobres en general resultaron en un fracaso. Hecho en la torre al estilo de un parque, todos menos algunos proyectos de viviendas de gran altura en las ciudades más grandes del país, como Cabrini – Green y Robert Taylor Homes en Chicago, Penn South en Manhattan y los proyectos Desire en Nueva Orleans, cayeron víctima de la "guetoficación" y ahora están siendo demolidas, renovadas o reemplazadas. Otro ejemplo es el antiguo complejo Pruitt-Igoe en St. Louis, demolido en la década de 1970.
En contraste con sus primos de vivienda pública, los edificios de apartamentos de gran altura desarrollados comercialmente continúan floreciendo en ciudades de todo el país, en gran parte debido a los altos precios de la tierra y el auge de la vivienda de la década de 2000. El Upper East Side de la ciudad de Nueva York, con apartamentos de gran altura, es el vecindario urbano más rico de los Estados Unidos.
Actualmente, el edificio residencial más alto del mundo es Central Park Tower, ubicado en Midtown Manhattan, con una altura de 470 m (1,550 pies) con el piso ocupado más alto a 432 m (1,417 pies).
En Canadá, los grandes edificios multifamiliares generalmente se conocen como edificios de apartamentos o bloques de apartamentos si se alquilan a un propietario común, o condominios o torres de condominios si cada unidad de vivienda es de propiedad individual; se pueden llamar de poca altura (o sin ascensor), de mediana altura, de gran altura o rascacielos, según su altura. Las torres residenciales altas son un tipo de edificio básico en todas las grandes ciudades. Sin embargo, su importancia relativa en las ciudades canadienses varía sustancialmente. En general, las ciudades más pobladas tienen más rascacielos que las ciudades más pequeñas, debido a una relativa escasez de suelo y una mayor demanda de vivienda.
Sin embargo, algunas ciudades como la ciudad de Quebec y Halifax tienen menos edificios de gran altura debido a varios factores: un enfoque en la preservación histórica, restricciones de altura y tasas de crecimiento más bajas. En ciudades de tamaño medio con una densidad de población relativamente baja, como Calgary, Edmonton, Winnipeg o Hamilton, hay más torres de apartamentos, pero las casas unifamiliares las superan en número. La mayoría de las torres residenciales más grandes de Canadá se encuentran en Montreal, Toronto y Vancouver, las ciudades más densamente pobladas del país.
Toronto contiene la segunda concentración más grande de edificios de apartamentos de gran altura en América del Norte (después de Nueva York). En Canadá, como en otros países del Nuevo Mundo, pero a diferencia de Europa Occidental, la mayoría de las torres de gran altura están ubicadas en el centro de la ciudad (o "Downtown"), donde se demolieron edificios más pequeños y antiguos para dar paso a proyectos de remodelación.

#### América Central

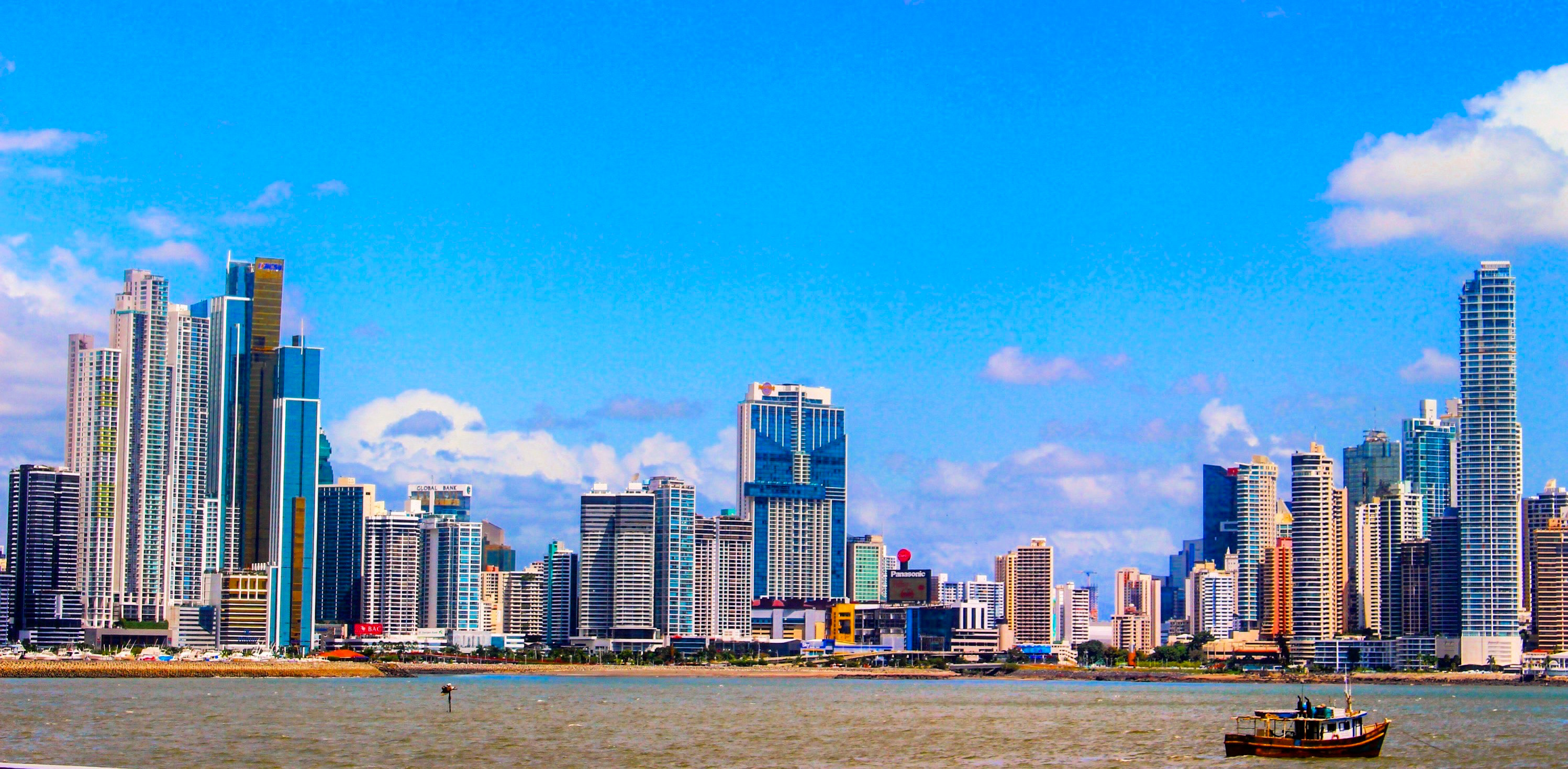
Ciudad de Panamá, es la ciudad centroamericana con más edificios de gran altura.

A fecha de 2015, el edificio más alto en América Central es el JW Marriott Panamá, una torre de 284 metros de altura y 70 plantas, codesarrollada por la Organización Trump y el promotor inmobiliario de resorts panameño K Group.
Algunos otros edificios altos se encuentran en El Salvador, Guatemala y en Costa Rica. Recientemente, sin embargo, debido a un importante crecimiento durante la primera década del siglo XXI, Ciudad de Panamá ha sido un hervidero de actividad en la construcción del rascacielos y en la actualidad cuenta con un total de 52 edificios de más de 150 metros de altura.
La segunda ciudad centroamericana con más edificios de gran altura es la Ciudad de Guatemala, pues existen más de 1000 edificios dentro de su jurisdicción, no obstante debido a las regulaciones dispuestas por la Dirección General de Aeronáutica Civil de Guatemala no están permitidas las construcciones de más de 120 metros de altura esto debido al tráfico aéreo y la ubicación del Aeropuerto Internacional La Aurora dentro de la ciudad, por esta razón actualmente dentro de la Ciudad de Guatemala solo existe un Rascacielos y el resto son edificios de gran altura entre los que destacan edificios con apartamentos de lujo.

#### América del Sur

Edificios de gran altura en la ciudad de Santiago de Chile, Chile.

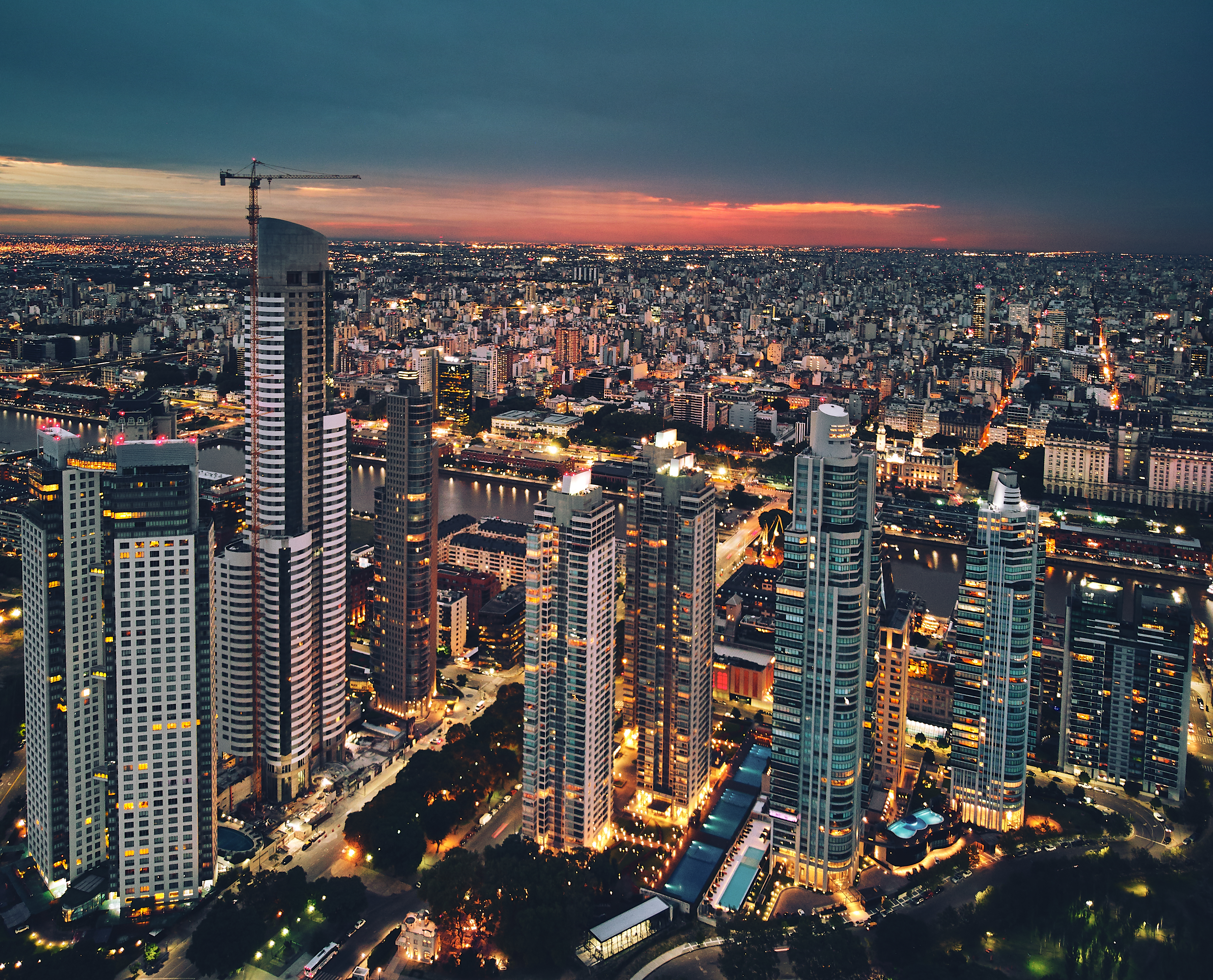
Edificios de gran altura en la ciudad de Buenos Aires, Argentina.

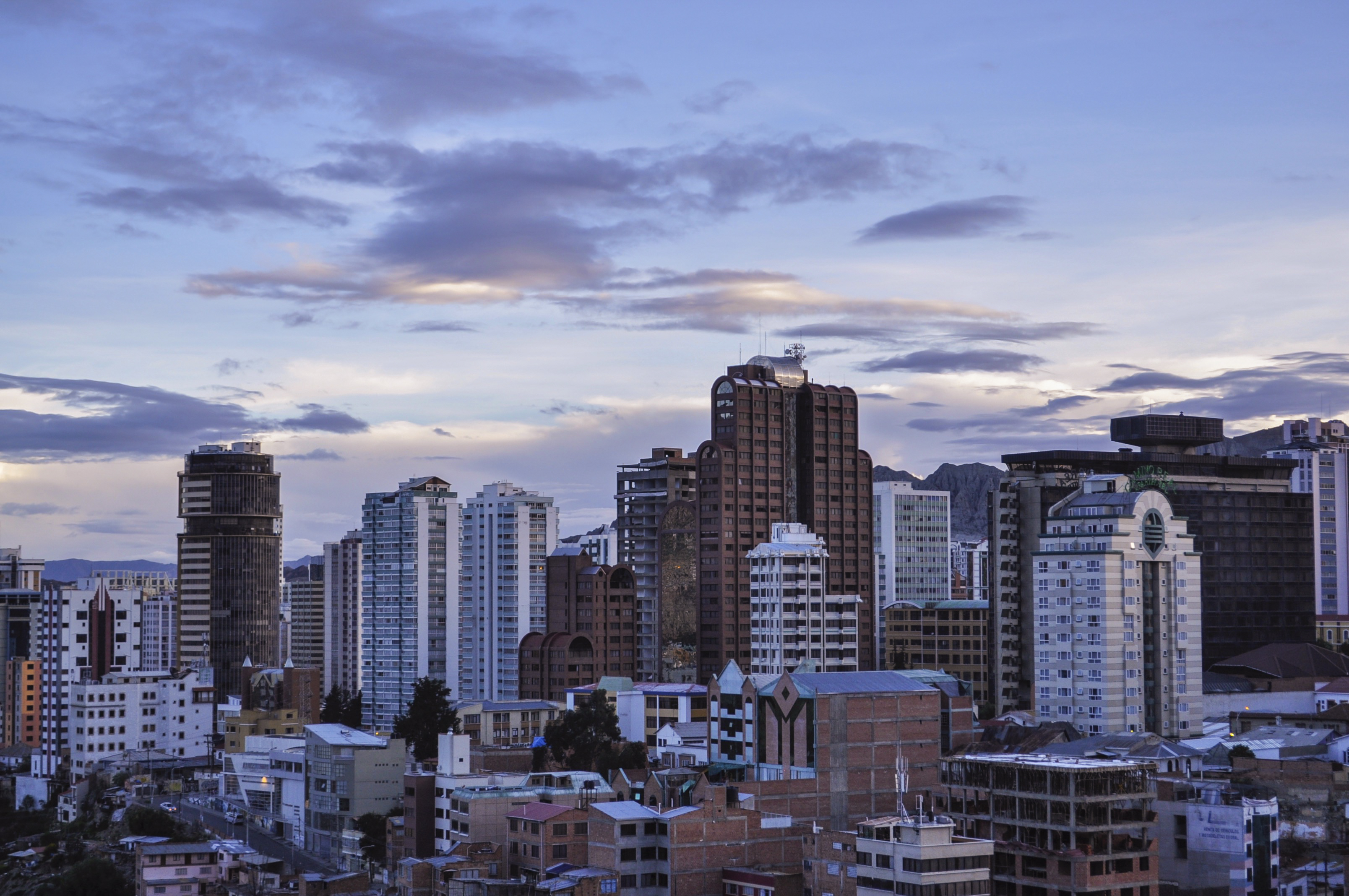
Edificios de gran altura en la ciudad de La Paz, Bolivia.

En América del Sur destacan las ciudades de Santiago de Chile, Buenos Aires, Caracas, Bogotá y La Paz como las ciudades con más edificios de gran altura. Si bien las edificaciones más altas del mundo se encuentran esparcidas en Asia y Norteamérica, un número significativo de ciudades de América del Sur también se distinguen por sus edificios de gran altura.
La Gran Torre Santiago, ubicada en Santiago de Chile, alcanzó el 14 de febrero de 2012 una altura de 300 m, convirtiéndose así en el edificio más alto construido en América Latina y a su vez en el primer rascacielos "Superalto" o Categoría 3 (+300 m) de esta zona.

### Asia
Los complejos de torres residenciales son comunes en países asiáticos como China, India, Bangladés, Indonesia, Taiwán, Singapur, Japón, Pakistán, Irán y Corea del Sur, ya que las densidades urbanas son muy altas. En Singapur y en las zonas urbanas de Hong Kong, los precios de la tierra son tan altos que una gran parte de la población vive en apartamentos de gran altura. De hecho, más del 60% de los residentes de Hong Kong viven en apartamentos, muchos de ellos condominios.
Sarah Williams Goldhagen (2012) celebró el trabajo de firmas de arquitectura innovadoras como WOHA (con sede en Singapur), Mass Studies (con sede en Seúl), Amateur Architecture Studio (con sede en Hangzhou, China) y Steven Holl, con sede en la ciudad de Nueva York. En la transformación de torres residenciales en "comunidades verticales" o "ciudades verticales en el cielo" que brindan siluetas estéticas y de diseño inusual en el horizonte, espacios privados cómodos y espacios públicos atractivos. Ninguno de estos "edificios residenciales funcionales, atractivos y humanos de gran altura" son viviendas asequibles.

#### China
El Premio Pritzker 2012 fue otorgado al arquitecto chino Wang Shu. Entre sus diseños ganadores se encuentra Vertical Courtyard Apartments, seis torres de 26 pisos construidas en Hangzhou por su estudio de arquitectura Amateur Architecture Studio. Estas torres fueron diseñadas para albergar departamentos de dos pisos, en los que cada habitante disfrutaría de “la ilusión de vivir en el segundo piso”, lograda mediante planos de piso de concreto plegables (como “esteras de bambú”, afirma la firma), de modo que cada el tercer piso se abre a un patio privado. En las torres más grandes, las unidades de dos pisos están apiladas ligeramente torcidas, lo que aumenta el interés visual de las fachadas abigarradas (Goldhagen 2012) ".

#### Corea del Sur
En Corea del Sur, los bloques de pisos se llaman Complejo de apartamentos (아파트 단지). Las primeras torres residenciales comenzaron a construirse después de la Guerra de Corea. El gobierno de Corea del Sur necesitaba construir muchos complejos de apartamentos en las ciudades para poder albergar a los ciudadanos. En los 60 años transcurridos desde entonces, a medida que la población aumentó considerablemente, los bloques de pisos se han vuelto más comunes. Esta vez, sin embargo, los nuevos bloques de pisos integraron centros comerciales, sistemas de estacionamiento y otras instalaciones convenientes.
Samsung Tower Palace en Seúl, Corea del Sur, es el complejo de apartamentos más alto de Asia.
En Seúl, aproximadamente el 80% de sus residentes viven en complejos de apartamentos que comprenden el 98% de la construcción residencial reciente. Seúl propiamente dicho se destaca por su densidad de población, ocho veces mayor que Roma, aunque menos que Manhattan y París. Su área metropolitana es la más densa de la OCDE.

### Europa

#### Europa Central y Oriental

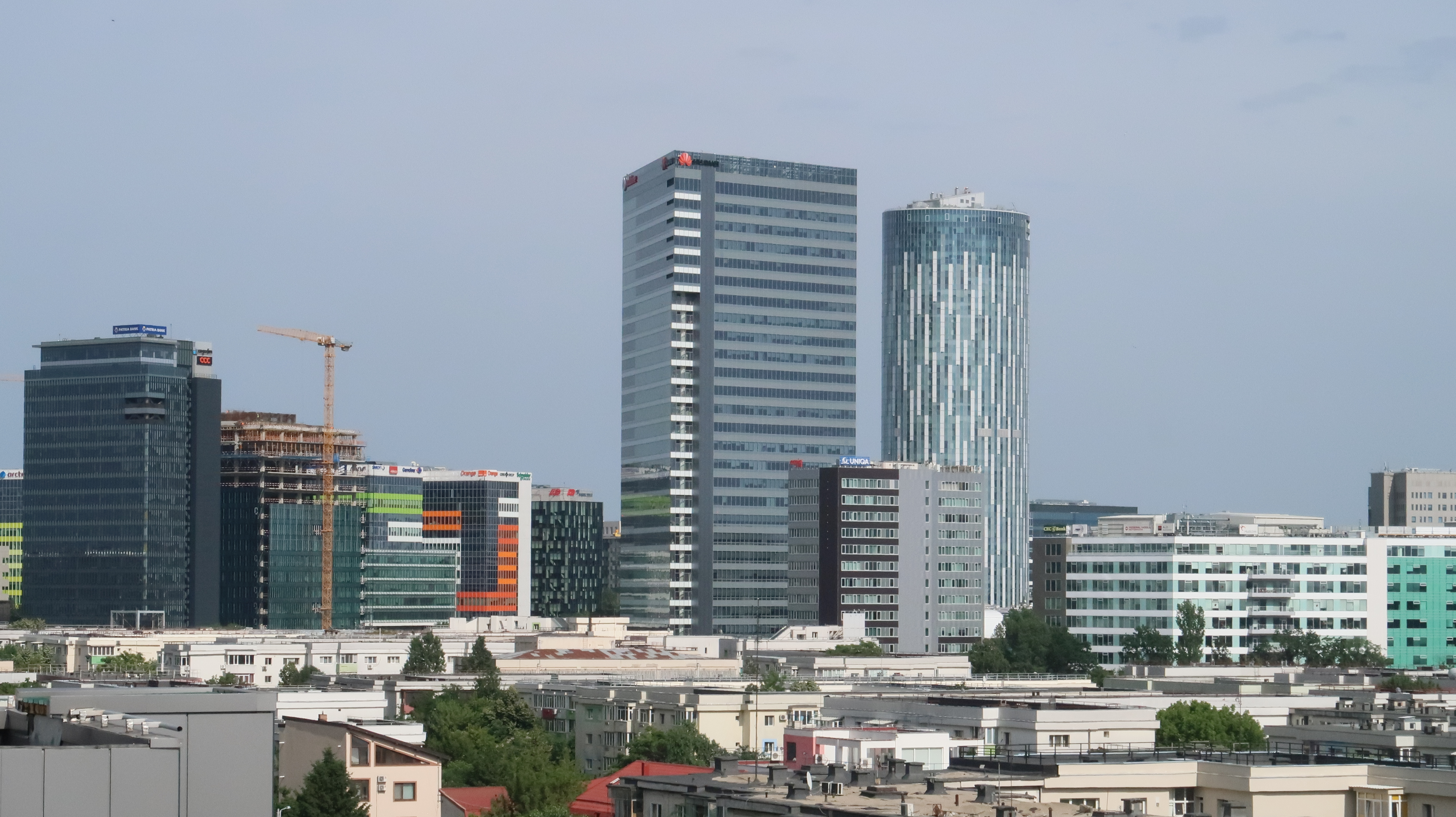
Edificios de gran altura en la ciudad de Bucarest, Rumania.

Edificios de gran altura en La Défense, París.

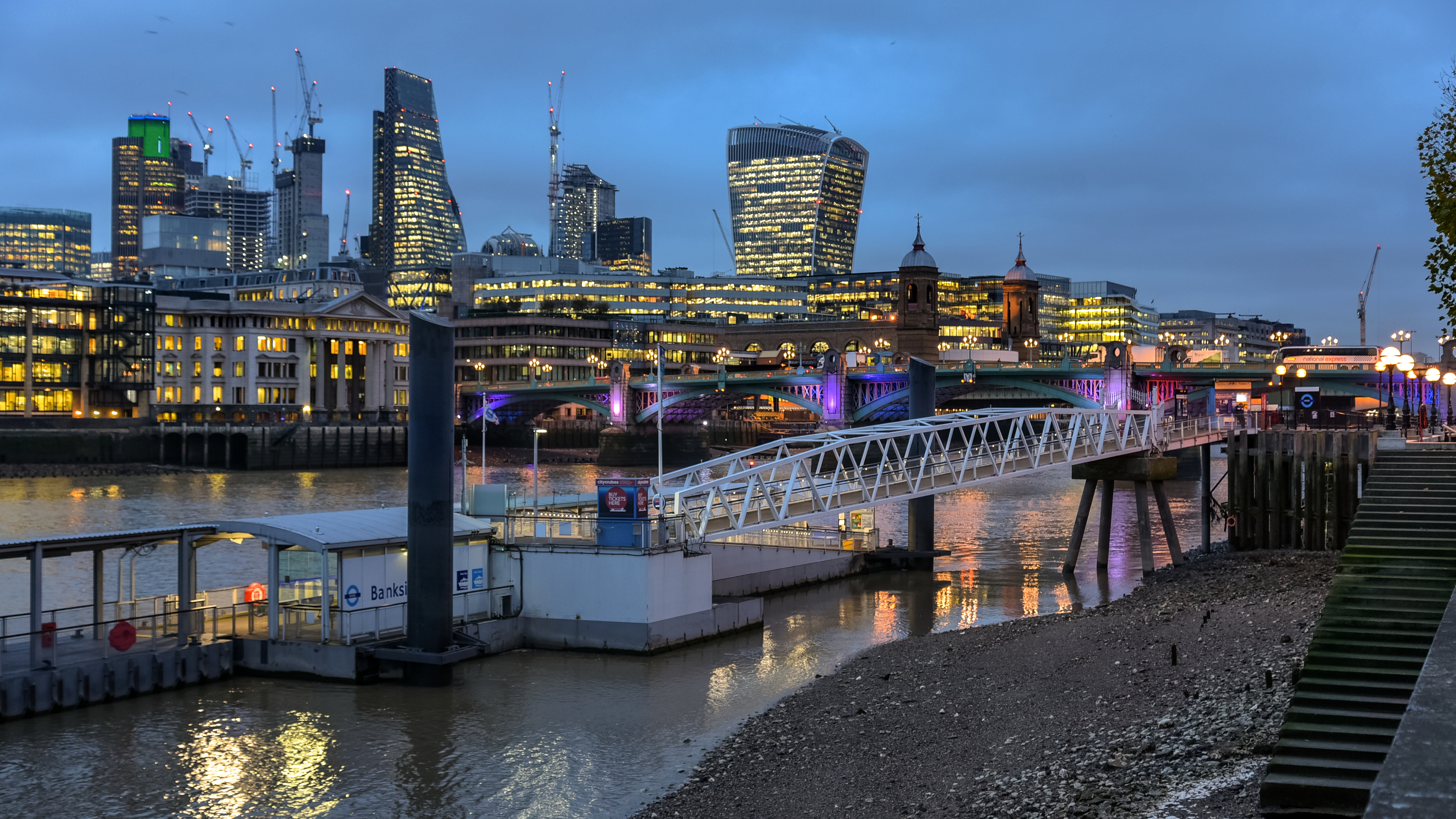
Edificios de gran altura en Londres.

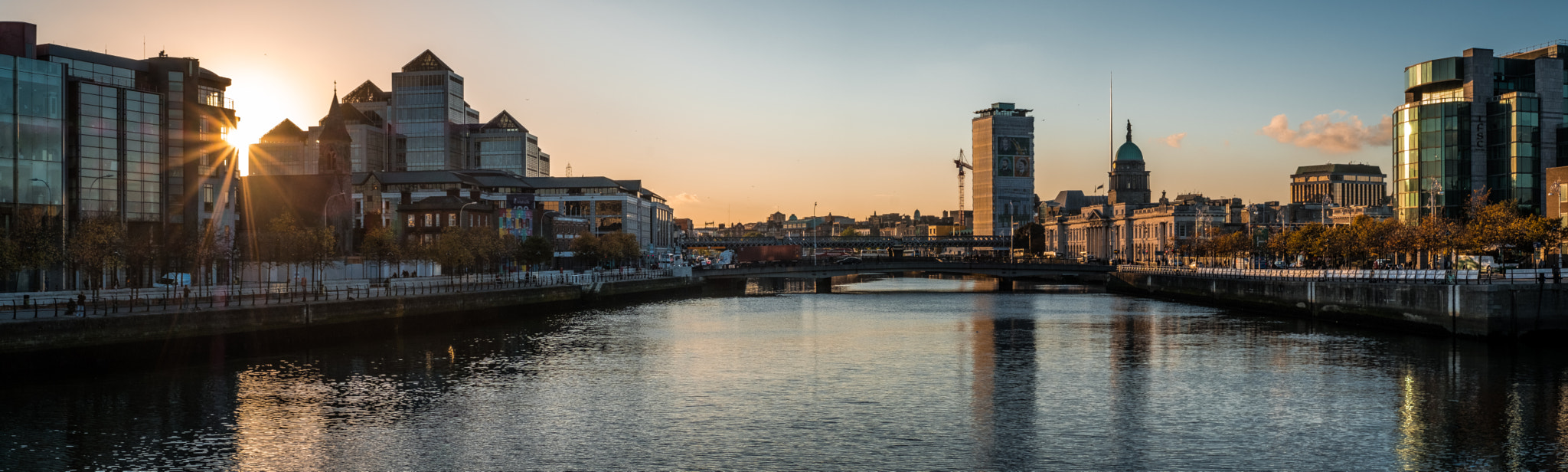
Edificios de gran altura en Dublín, Irlanda.

Aunque algunos países de Europa central y oriental durante el período de entreguerras, como la Segunda República de Polonia, ya comenzaron a construir urbanizaciones que se consideraban de muy alto nivel para su época, muchas de estas estructuras perecieron durante la Segunda Guerra Mundial.
En el Bloque del Este se construyeron grandes cantidades de bloques de pisos para producir una gran cantidad de alojamiento barato para las crecientes poblaciones de posguerra de la URSS y sus estados satélites. Esto tuvo lugar principalmente en las décadas de 1950, 1960 y 1970 del siglo XX, aunque en la República Popular de Polonia este proceso comenzó incluso antes debido a los graves daños que sufrieron las ciudades polacas durante la Segunda Guerra Mundial. En todos los países del antiguo bloque del Este, los bloques de pisos construidos durante los años soviéticos constituyen gran parte de las urbanizaciones actuales y la mayoría de ellos se construyeron en el estilo arquitectónico realista socialista específico que dominaba en los territorios al este del Telón de Acero. En Rumania la construcción masiva de bloques de viviendas estandarizados comenzó en las décadas de 1950 y 1960 en las afueras de las ciudades, algunas de las cuales estaban formadas por barrios marginales. La construcción continuó en los años setenta y ochenta, bajo el programa de sistematización de Nicolae Ceaușescu, quien, después de una visita a Corea del Norte en 1971, quedó impresionado por la ideología Juche de ese país. La sistematización consistió en gran parte en la demolición y reconstrucción de aldeas, pueblos y ciudades existentes, en su totalidad o en parte, con el fin de construir bloques de viviendas (blocuri). En Checoslovaquia (ahora República Checa y Eslovaquia), la construcción de paneles bajo el comunismo resultó de dos factores principales: la escasez de viviendas de la posguerra y la ideología de los líderes checoslovacos comunistas.
En los países de Europa del Este, las opiniones sobre estos edificios varían mucho, y algunos los consideran monstruosidades en el paisaje de su ciudad, mientras que otros los glorifican como reliquias de una época pasada. Desde la disolución de la Unión Soviética, y especialmente a fines de la década de 1990 y principios de la de 2000, muchos de los países del antiguo bloque del Este han comenzado la construcción de viviendas nuevas, más caras y modernas. El distrito Śródmieście de Varsovia, la capital de Polonia, ha visto el desarrollo de una serie de rascacielos. Rusia también está experimentando un desarrollo dramático, haciendo crecer un horizonte de forma comercial. Además, los cambios en curso realizados en las urbanizaciones de la posguerra desde la década de 2000 en los países ex comunistas varían, desde simplemente aplicar una nueva capa de pintura al exterior anteriormente gris hasta la modernización completa de edificios completos.
En la Unión Europea, entre los antiguos estados comunistas, la mayoría de la población vive en pisos en Letonia (65,1%), Estonia (63,8%), Lituania (58,4%), República Checa (52,8%) y Eslovaquia (50,3%). (a 2014, datos de Eurostat). Sin embargo, no todos los habitantes de los apartamentos en Europa del Este viven en bloques de apartamentos de la era comunista; muchos viven en edificios construidos después de la caída del comunismo y algunos en edificios que sobrevivieron a la era anterior al comunismo.

#### Gran Bretaña
Los bloques de torres se construyeron por primera vez en el Reino Unido después de la Segunda Guerra Mundial y se consideraron una forma barata de reemplazar los barrios marginales urbanos del siglo XIX y los edificios dañados por la guerra. Originalmente se los consideraba deseables, pero rápidamente cayeron en desgracia debido a que los bloques de pisos atrajeron el aumento del crimen y el desorden social, particularmente después del colapso de Ronan Point en 1968.
Aunque los bloques de la torre son controvertidos y se han demolido numerosos ejemplos, muchos aún permanecen en las grandes ciudades. Presentan un riesgo de incendio significativo, ya que las modernas precauciones de seguridad pueden ser prohibitivamente caras de adaptar. Un grupo de acción local se había quejado de la destrucción de la torre Grenfell de 24 pisos en 2017 por un incendio varios años antes del incidente, pero no se habían llevado a cabo trabajos de reparación.
Hay edificios antiguos de gran altura construidos en las décadas de 1960 y 1970 en áreas de Londres como Tower Hamlets, Newham, Hackney y prácticamente cualquier área de Londres con viviendas municipales. Se están construyendo algunos rascacielos nuevos en áreas como el centro de Londres, Southwark y Nine Elms. En el este de Londres, se están gentrificando algunos rascacielos antiguos y también se están construyendo nuevos rascacielos que antes no existían en áreas como Stratford, Londres y Canary Wharf.

#### Irlanda
En Dublín, Ballymun Flats se construyó entre 1966 y 1969: siete torres de 15 pisos, diecinueve bloques de 8 pisos y diez bloques de 4 pisos. Estas fueron las "siete torres" a las que se hace referencia en la canción de U2 "Running to Stand Still". Desde entonces han sido demolidos. Los complejos de apartamentos del interior de Dublín incluyen Sheriff Street (demolido), Fatima Mansions (demolido y remodelado), St Joseph's Gardens (demolido; reemplazado por el complejo de apartamentos de Killarney Court), St Teresa's Gardens, Dolphin House, Liberty House, St Michael's Estate y O'Devaney Jardines y mucho más principalmente en el norte y sur de la ciudad de Dublín. Los complejos de planos suburbanos se construyeron exclusivamente en el lado norte de la ciudad en Ballymun, Coolock y Kilbarrack. Estos pisos se vieron gravemente afectados por una epidemia de heroína que afectó a las zonas de clase trabajadora de Dublín en los años 80 y principios de los 90.
Durante la era del Tigre Celta, las ciudades más grandes como Dublín, Cork, Limerick y Galway fueron testigos de un nuevo gran edificio de apartamentos, aunque sus alturas generalmente han sido restringidas. Algunas ciudades grandes como Navan, Drogheda, Dundalk y Mullingar también han sido testigos de la construcción de muchos bloques de apartamentos modernos.

#### Irlanda del Norte
Los bloques de pisos en Irlanda del Norte nunca se construyeron con la frecuencia que tienen las ciudades de la isla de Gran Bretaña. La mayoría de los bloques de pisos y complejos de apartamentos se encuentran en Belfast, aunque muchos de ellos han sido demolidos desde la década de 1990 y reemplazados por unidades de vivienda pública tradicionales. El complejo de apartamentos de media altura Divis en el oeste de Belfast se construyó entre 1968 y 1972. Fue demolido a principios de la década de 1990 cuando los residentes exigieron nuevas casas debido a los crecientes problemas con los apartamentos. Sin embargo, la Torre Divis, construida por separado en 1966, sigue en pie; y en 2007 se comenzó a trabajar para convertir la antigua base del ejército británico en los dos pisos superiores en nuevas viviendas. Divis Tower fue durante varias décadas el edificio residencial más alto de Irlanda, y desde entonces ha sido superado por la Obel Tower de propiedad privada en el centro de la ciudad. En el norte de la ciudad, el icónico complejo de siete torres en el New Lodge permanece, aunque también los problemas que enfrentan los residentes, como tuberías deficientes y saneamiento limitado. Más al norte, los cuatro bloques de pisos en Rathcoole dominan el horizonte local, mientras que en el sur de Belfast, los bloques de pisos en Seymour Hill, Belvoir y Finaghy permanecen en pie.
La mayoría de los pisos de gran altura mencionados anteriormente en la ciudad fueron construidos por el Fondo de Vivienda de Irlanda del Norte (NIHT) como parte de esquemas de viviendas de desbordamiento, siendo el primer desarrollo de este tipo el par de bloques de puntos en la finca Cregagh del este de Belfast. Estas torres de once pisos se completaron en 1961 y fueron los primeros bloques de viviendas de alto nivel en la isla de Irlanda. [34] El NIHT también diseñó el complejo Divis Flats del centro de la ciudad. Los apartamentos de acceso a la cubierta de seis a ocho pisos que comprendían la mayor parte de la propiedad Divis eran de mala calidad de construcción y todos fueron demolidos a principios de la década de 1990. El NIHT construyó bloques de losas similares en el este de Belfast (Tullycarnet) y el área de Bogside de Derry, los cuatro de los cuales han sido demolidos.
Belfast Corporation construyó siete bloques de pisos en el antiguo sitio Victoria Barracks en el distrito New Lodge. Si bien la Corporación construyó algunos apartamentos de media altura como parte de los planes de limpieza de los barrios marginales (en particular, los ahora demolidos Unity Flats y los 'Weetabix Flats en el área de Shankill), New Lodge sería su único proyecto de gran altura en el centro de la ciudad con tres más en las áreas periféricas de la ciudad durante la década de 1960, dos en Mount Vernon en el norte de Belfast y uno en la finca Clarawood, en el este de Belfast. El Royal Hospital construyó tres torres de trece pisos para su uso como alojamiento del personal, ubicadas de manera prominente junto a la autopista M2 en Broadway. El Belfast City Hospital también construyó un bloque de losas de gran altura que, desde la privatización, se ha llamado Bradbury Court, anteriormente conocido como Erskine House. La Universidad de Queens en Belfast construyó varias torres de once pisos en su alojamiento para estudiantes en Queens Elms. De los tres bloques de puntos de dieciséis pisos del Ayuntamiento de Larne a fines de la década de 1960, solo queda uno.

### Oceanía
La vida en rascacielos en Australia se limitó al distrito financiero de Sídney hasta la década de 1960, cuando una moda efímera vio a los inquilinos de viviendas públicas ubicados en nuevos desarrollos de rascacielos, especialmente en Sídney y Melbourne. Los edificios que se muestran en la foto junto con otros cuatro bloques de 16 pisos fueron construidos en nombre de la Royal Australian Navy y estaban disponibles para que los marineros y sus familias pudieran alojarse. Debido a problemas sociales dentro de estos bloques, la Marina se fue y el Departamento de Vivienda se hizo cargo y se alquilaron pisos a familias de bajos ingresos e inmigrantes. Durante la década de 1980, muchas personas que escapaban del comunismo en los países del bloque del Este se alojaron en estos edificios. Los desarrolladores han adoptado con entusiasmo el término "apartamento" para estos nuevos edificios de gran altura, tal vez para evitar el estigma que todavía se asocia a los pisos de la comisión de vivienda.

### Citas
1. ↑  «skyscraper». ©2012 Encyclopædia Britannica, Inc. Consultado el 19 de septiembre de 2012.
2. ↑  Data Standards: high-rise building (ESN 18727), Emporis Standards. Accessed online 16 October 2009.
3. ↑  p. 57, Urban redevelopment: a study of high-rise buildings, K. Narayan Reddy, Concept Publishing Company, 1996, ISBN 81-7022-531-0.
4. ↑  also Murat Saatcioglu, "High-Rise Buildings in Natural Disaster", in Encyclopedia of Natural Hazards Dordrecht, NL: Springer, 2016. DOI: https://doi.org/10.1007/978-1-4020-4399-4_168
5. ↑  «NFPA». nfpa.org. Archivado desde el original el 11 de julio de 2012. Consultado el 10 de agosto de 2012.
6. ↑  Ortega Figueral, Javier (11 de julio de 2017). «Panamá en ocho paradas». La Vanguardia. Consultado el 8 de agosto de 2017.
7. ↑  «Number of 150m+ Completed Buildings - The Skyscraper Center». www.skyscrapercenter.com. Consultado el 8 de agosto de 2017.
8. ↑  DGAC (Nov 2016). «SUPERFICIES LIMITADORAS DE OBSTACULOS EN EL AEROPUERTO INTERNACIONAL LA AURORA -MGGT». Archivado desde el original el 12 de abril de 2021. Consultado el 20 de enero de 2021.
9. ↑  «Rascacielos más altos de América del Sur (+150 m)» (en inglés). CTBUH.
10. ↑  «ctbuh.org». Archivado desde el original el 7 de mayo de 2012. Consultado el 26 de diciembre de 2021.